# Distretto di Ambala
Il distretto di Ambala è un distretto dell'Haryana, in India, di 1 013 660 abitanti. È situato nella divisione di Ambala e il suo capoluogo è Ambala.